# 코리아 디자인 멤버십
코리아디자인멤버십(Korea Design Membership, KDM)은 산업통상자원부 주최, 한국산업기술진흥원 전담, 한국디자인진흥원이 주관하고, 광주디자인센터, 대구경북디자인센터, 부산디자인센터, 한국디자인진흥원(중부센터)이 수행하는 지역 디자인 인재 양성 프로그램이다. 통합적 문제 해결 능력을 갖춘 실무형 디자이너를 육성하기 위해 지방 대학 출신의 디자인 및 관련 전공 학생들에게 24시간 디자인 창작공간, 실무형 디자인 교육, 산학 프로젝트, 상품화 전주기 교육, 해외 디자인 워크숍, 국제 디자인 어워드 출품 지원 등 다양한 기회를 제공한다.

## 활동 내역
- 2010년 동남권 교육과정에 속한 학생들이 IF 디자인어워드 2010에서 입상했다.[3]
- 2013년 부산디자인진흥원이 주관하는 2013 부산디자인 마켓 벡스코 야외전시장에서 코리아디자인멤버십 학생들이 상품을 선보였다.[4]
- 2018년에는 시제품 개발 84건, 국제 디자인 어워드 73건 수상, 디자인권 20건 등록 등의 성과가 있었다.[5]
- 2019년 광주디자인비엔날레에서 학술 및 체험 프로그램의 일환으로 코리아디자인멤버십 학생 20여명을 대상으로 설립 100주년을 맞이한 바우하우스의 기본 철학을 현 시대에 맞게 재구성된 교육이 제공되었다.[6]
- 2008년부터 2019년까지 11년간 600여 명 이상의 학생들이 수혜를 받았다.[5]

## 행사 사진

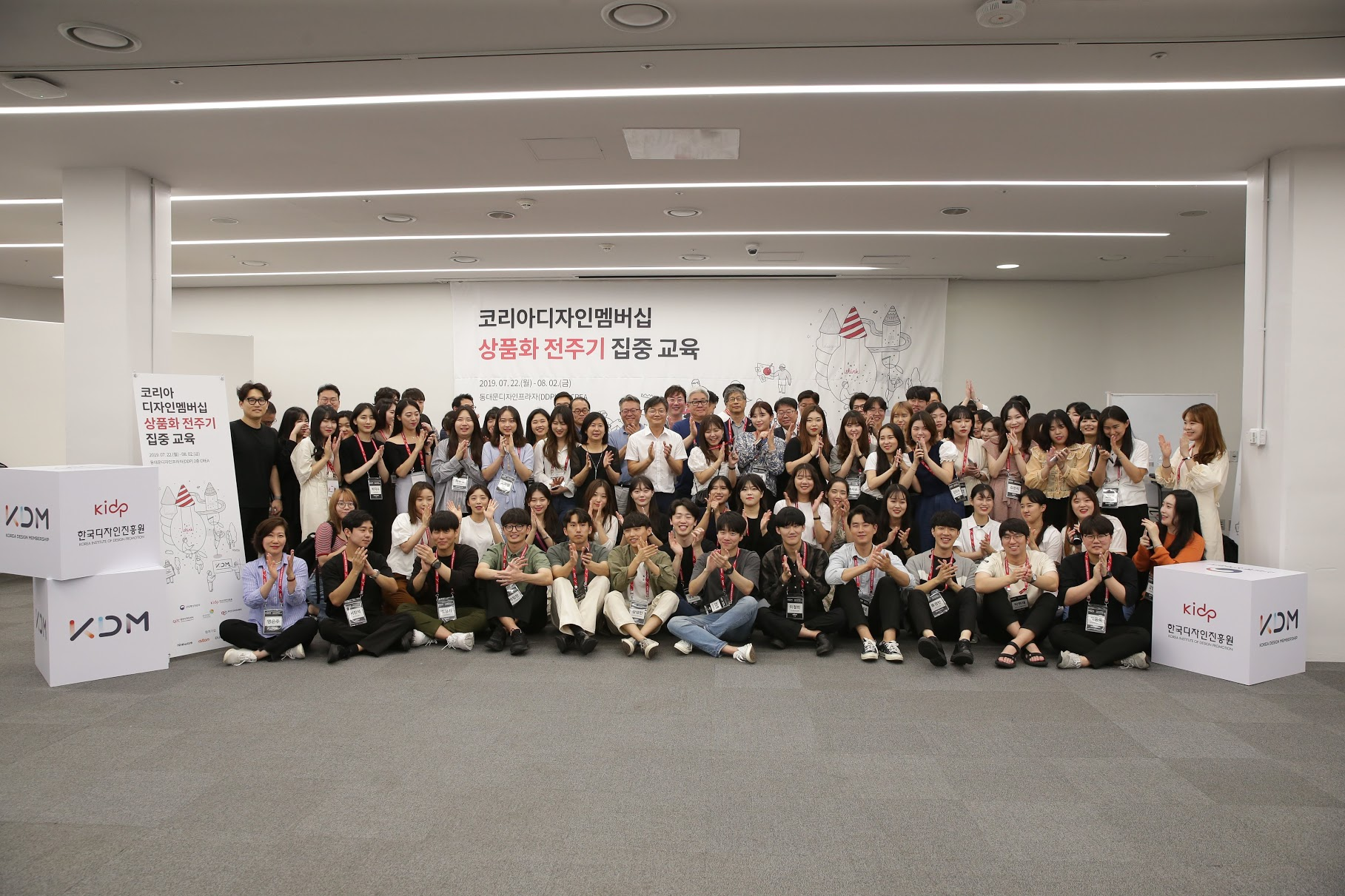
2019년 코리아디자인멤버심 상품화 전주기 집중 교육